# Seantavius Jones
Seantavius Jones (* 9. August 1992 in Tucker, Georgia) ist ein US-amerikanischer American-Football-Spieler auf der Position des Wide Receivers. Er spielte College-Football für die Valdosta State University und kam in der NFL-Saison 2015 in drei Spielen für die New Orleans Saints zum Einsatz.

## Werdegang

### Jugend
Jones ging auf die Tucker High School in seinem Geburtsort Tucker in Georgia. Von 2010 bis 2014 besuchte er die Valdosta State University, wo er für die Valdosta State Blazers in der NCAA Division II Football spielte. Bereits in seinem Freshman-Jahr 2010 kam Jones in elf Spielen zum Einsatz, wenngleich er nur wenige Snaps bekam. In seiner zweiten Saison führte er sein Team bereits mit 551 gefangenen Yards als Passempfänger an. Im Jahr 2012 erzielte er 13 Touchdowns und trug so erheblich zum Gewinn des NCAA-Division-II-Titels bei. Darüber hinaus wurde er in das Allstar-Team der Gulf South Conference 2012 nominiert. Am 8. Spieltag der Saison 2013 fing Jones gegen die Delta State University sechs Touchdowns in einem Spiel, womit er einen neuen Rekord in der Gulf South Conference aufstellte.

### NFL

#### New Orleans Saints
Im NFL Draft 2014 wurde Jones von keinem Franchise ausgewählt. Am 12. Mai 2014 wurde er als Undrafted Free Agent von den New Orleans Saints verpflichtet. Zwar schaffte er zunächst nicht den Sprung in den Kader für die Saison 2014, doch blieb er den Saints als Spieler im Practice Squad erhalten. Am 11. Dezember 2014 wurde er erstmals in den Hauptkader befördert, kam jedoch bei keinen Spielen zum Einsatz. Nachdem Jones zu Beginn der Saison 2015 erneut den Hauptkader verpasste und lediglich im Practice Squad stand, wurde er bereits vor dem ersten Spieltag doch Teil des 53-Mann-Kaders. Am 13. September 2015 gab er gegen die Arizona Cardinals sein NFL-Debüt, als er bei 9 Spielzügen des Special Teams auf dem Platz stand. Dennoch wurde er nach dem Spiel wieder entlassen und einen Tag später in den Practice Squad aufgenommen. Am 24. Dezember 2015 wurde er erneut in den Hauptkader der Saints befördert. An den letzten beiden Spieltagen kam er in insgesamt vierzehn Snaps zum Einsatz und fand mit einem Tackle Einzug in die Statistik. Nach der Saison wurde er von den Saints entlassen.

#### Philadelphia Eagles
Am 18. Februar 2016 wurde Jones als Free Agent von den Philadelphia Eagles unter Vertrag genommen, jedoch bereits im April vor Beginn der Saisonvorbereitung wieder entlassen.

#### Kansas City Chiefs
Im Juni 2016 wurde Jones von den Kansas City Chiefs verpflichtet. Nachdem er Ende August nicht in den Hauptkader aufgenommen worden war, wurde er im Saisonverlauf 2016 mehrmals von den Chiefs in den Practice Squad aufgenommen sowie aus jenem entlassen. Im Januar 2017 unterzeichnete er trotz einer spiellosen Saison einen Future Contract mit den Chiefs. Am 2. September 2016 schaffte er es zum wiederholten Male nicht in den Kader der 53 Spielberechtigten und bekam am Folgetag auch keinen Practice-Squad-Platz angeboten. Jones blieb in der restlichen Saison 2017 vertragslos.

#### Indianapolis Colts
Am 2. Januar 2018 wurde er mit einem Future Contract bei den Indianapolis Colts ausgestattet. Nachdem er die Preseason bei den Colts verbracht hatte, wurde er Anfang September entlassen und fand im Anschluss daran keinen Kaderplatz bei einem NFL-Team mehr.

### Weitere nordamerikanische Ligen

#### Atlanta Legends (AAF)
Bei der ersten und schließlich auch letzten Saison der neugegründeten Profiliga Alliance of American Football (AAF), die ihren Spielbetrieb im Frühling führte, war Jones im Kader der Atlanta Legends. Die Liga wurde noch während der Saison aufgelöst.

#### Tampa Bay Vipers (XFL)
Im Oktober 2020 wurde Jones im ersten Draft der XFL an zwölfter Stelle von den Tampa Bay Vipers ausgewählt. Nachdem er zwischenzeitlich entlassen und wieder verpflichtet worden war, schloss er die Saison nach dem vorzeitigen Abbruch aufgrund der COVID-19-Pandemie mit zwölf gefangenen Yards ohne Touchdown ab.

#### Ottawa RedBlacks (CFL)
Für die Saison 2022 der Canadian Football League (CFL) wurde Jones von den Ottawa RedBlacks verpflichtet. Anfang Juni wurde er im Rahmen der finalen Rosterzusammenstellung von den Redblacks entlassen.

#### Jefes Ciudad Juárez (LFA)
Für die Saison 2023 wurde Jones von den Jefes Ciudad Juárez in der mexikanischen Liga de Fútbol Americano Profesional verpflichtet. In der regulären Saison verzeichnete er 651 Receiving Yards und fünf Touchdowns.

### European League of Football

#### Berlin Thunder
Zur historisch ersten Saison der European League of Football 2021 wurde er von Berlin Thunder verpflichtet und war damit einer von vier zulässigen „Import“-Spielern der Thunder aus den Vereinigten Staaten. Jones gab am 20. Juni zum Saisonauftakt gegen die Leipzig Kings sein Debüt, konnte aber trotz zweier Touchdowns die Niederlage nicht abwenden. Am dritten Spieltag fing er neun Pässe für 155 Yards und erzielte dabei drei Touchdowns, worauf hin er als Spieltags-MVP ausgezeichnet wurde. Die Saison schloss Jones mit 674 Receiving Yards und zwölf Touchdowns ab.

#### Leipzig Kings
Am 9. Juni 2022 wurde Jones als Neuzugang der Leipzig Kings vorgestellt und mit einem Zwei-Jahres-Vertrag ausgestattet. Mit 61 Passfängen für 1.008 Yards und 13 Touchdowns in elf Spielen gehörte er erneut zu den besten Receivern der Liga. Jones kehrte zur Saison 2023 nicht zu den Kings zurück.